# Palacio del Marqués de Ayamonte
El palacio del Marqués de Ayamonte está situado en la plaza de San Francisco de la ciudad de Ayamonte (Huelva, España), y muy cerca de la iglesia de San Francisco. Ambos edificios fueron fundados por la señores de la casa marquesal ayamontina.
Está inscrito, por la Junta de Andalucía y con carácter genérico, en el Catálogo General del Patrimonio Histórico Andaluz.

## Historia
Construido a principios del siglo XVII por el V marqués de Ayamonte, Francisco Manuel Antonio Silvestre de Guzmán y Zúñiga, aunque comenzarían las obras por orden de su padre y anterior marqués. Más que un palacio propiamente dicho, era una casona señorial, posiblemente de las más importantes de la época. En su fachada principal pueden verse todavía las coronas marquesales, bajo las cuales se cree que estuvieron los escudos de la familia de Guzmán y Zúñiga, que según se cuenta fueron destrozados por los lugareños cuando el marqués fue apresado y ejecutado por su intento de secesión de Andalucía del reino de España. Actualmente es propiedad del pintor Florencio Aguilera.

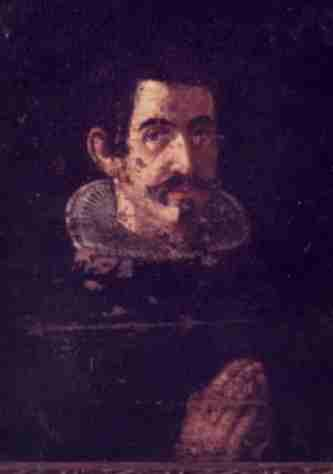
Francisco Antonio Silvestre de Guzmán y Sotomayor, V marqués de Ayamonte. Retrato atribuido a Francisco Pacheco (1564-1644). Colección particular.

Este inmueble fue rehabilitado y ampliado en 1789 por Vicente Joaquín Osorio de Moscoso y Guzmán, XIII marqués de Ayamonte, convirtiéndose en uno de los centros sociales más importantes de la provincia. Todos estos factores, unidos a su relevancia histórica, hacen que este palacio sea uno de los edificios más destacados de la villa de Ayamonte.

## Descripción
El edificio está construido en una zona llana, con fachada hacia el río, situándose el huerto o jardín sobre la ladera de un cerro que se encuentra en la parte posterior de la casa. El edificio tiene una superficie de 2628 m². En sus dependencias interiores encontramos treinta habitaciones y salones, nueve baños, una capilla y dos patios.
El inmueble presenta planta irregular, cuyas formas arquitectónicas muestran tres zonas claramente diferenciadas: La primera responde, por sus características constructivas, al tipo de casa señorial, de carácter rural, pudiéndose denominar a esta, como la zona noble o vivienda del edificio. Consta de un amplio zaguán de acceso para carruajes, con ingreso a un patio interior, de planta cuadrada, en torno al cual se distribuyen las estancias que conforman la planta baja, y una escalera de acceso al piso superior ubicada en su lateral izquierdo. Las distintas dependencias del piso bajo presentan cubierta adintelada y las del superior estructura de madera a dos aguas.
Las otras dos zonas la forman dos crujías dispuestas en «L», emplazadas a la izquierda de la casa descrita. La primera, consta de una nave muy alargada y situada perpendicularmente a la vivienda. Está compuesta de dos plantas: La baja, que se encuentra ocupada por diferentes locales comerciales, y la superior, habilitada para estudio del pintor ayamontino Florencio Aguilera, actual propietario del inmueble. Esta planta se organiza mediante salas rectangulares, divididas en varias habitaciones y cubiertas con armadura de madera, de par y nudillo con tirantes. La segunda dependencia, cuya situación es paralela a la casa, es una nave rectangular, cubierta a dos aguas, y dividida por pilares dispuestos longitudinalmente en el centro, sobre los que cabalgan una arquería de medio punto. Este recinto da muestra visible de su función agrícola relacionada con los corrales y huerto situados en la trasera del inmueble.

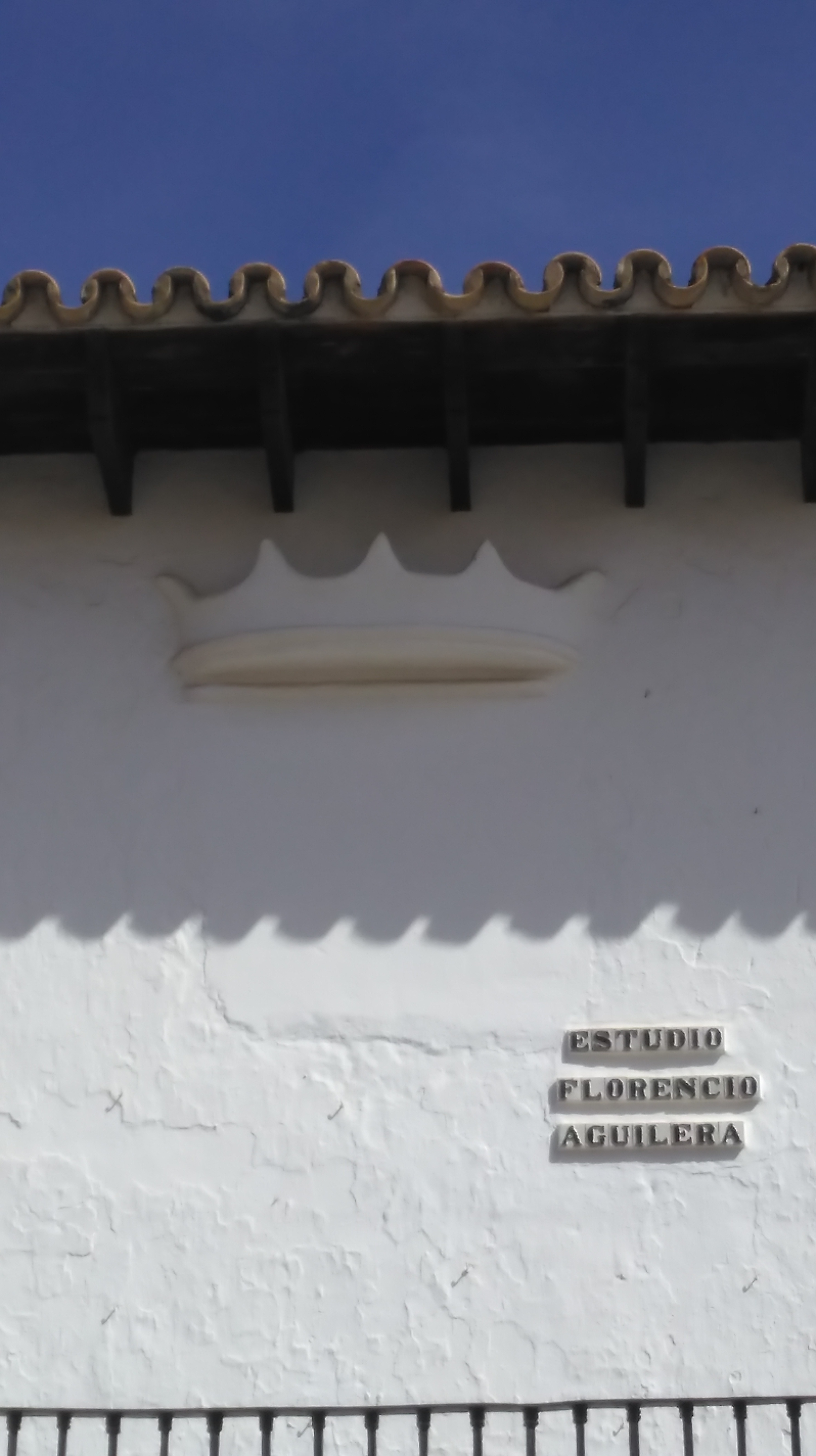
Detalle de la corona marquesal que remataba el blasón familiar

En el exterior, el edificio presenta una fachada compuesta de un alzado de dos pisos, encontrándose en el lateral derecho la portada del palacio. Esta se estructura en su planta baja, de un vano de acceso adintelado enmarcado de piedra, compuesto de jambas con capiteles de decoración muy tosca, y friso superior. Tanto las jambas como el friso muestra la misma decoración a base de dos baquetones paralelos en cuyo espacio interior se encuentran siete rosas.
El primer piso o principal presenta un balcón, en eje con la puerta de entrada del piso inferior. Consta de un vano adintelado y antepecho, realizado en hierro de forja, decorado con roleos y espirales en su parte central, y apoyado en barras, también en hierro, que descansan sobre el muro de fachada. Este antepecho es el elemento más sobresaliente de la portada, por extenderse de forma horizontal abarcando gran parte de la fachada. A ambos lados del balcón se hallan dos grandes ventanales cubiertos de reja. Sobre el conjunto se encuentran dos coronas, dispuestas lateralmente bajo un amplio tejaroz que corona la portada.
El resto de la fachada muestra paramento encalado, presentando el piso bajo ventanas y puertas de acceso, adinteladas, y en el superior ventanas cubiertas de reja. El inmueble se cubre de teja a dos aguas.